# Castelul Haller din Coplean
Castelul Haller din Coplean (în maghiară Kaplyoni Haller-kastély), județul Cluj, este înscris pe lista monumentelor istorice din județul Cluj elaborată de Ministerul Culturii și Patrimoniului Național din România în anul 2010.

## Istoric
Castelul, cunoscut și sub denumirea de castelul cu scoici (de la ornamentele aflate deasupra ferestrelor), a fost construit între anii 1725-1771, în stil baroc de către guvernatorul Transilvaniei din perioada 1735-1755, Ioan Haller. A fost ridicat pe locul unui mai vechi conac, clădirea formată din subsol, parter, etaj și acoperiș este situată în mijlocul unui domeniu dreptunghiular la intrarea căruia este un bastion. Se presupune că pentru ridicarea clădirii s-a folosit piatră adusă din castrul roman de la Cășeiu. Jozsef Kadar descria castelul în monografia sa dedicată Comitatului Szolnok-Doboka: "În Coplean, castelul ți biserica s-au construit din pietrele acestui castru, ca și biserica din Vad."

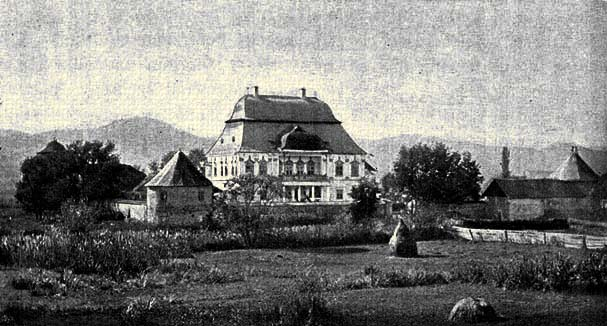
Castelul în jurul anului 1900

În faza inițială castelul a fost construit în cel mai timpuriu stil baroc transilvănean, ulterior fiindu-i adăugate ornamentații rococo realizate de sculptorul austriac Anton Schuchbauer (1719-1789), realizator și al Statuii Fecioarei Maria din Cluj.
În 1920 castelul a suferit un incendiu, în urma căruia acoperișul baroc a fost distrus în întregime.
Castelul a aparținut familiei Haller până în 1948, când a fost confiscată de guvernarea comunistă și transformat în CAP și spațiu de ateliere. După 1989 clădirea a fost abandonată, iar în prezent este în stare de ruină.
În prezent urmașii familiei Haller au depus cerere de restituire a castelului și a cinci hectare din fostul parc cu plopi și castani.

## Descriere
Clădirea are o lungime de 24,5 metri, cu o intrare marcată de șase coloane de piatră cu capiteluri ionice. Coloanele susțin o terasă de 9,5 metri lungime și 2,5 lățime. Zidurile sunt masive, cu o grosime de 1 metru.
Incinta clădirii era înconjurată de un zid de piatră din care s-a mai păstrat o mică parte, iar în partea din stânga a zidului de intrare se află ruinele turnului circular construit.